# Apparatus
Apparatus (lateinisch für „Vorrichtung“ oder „Apparat“ (U-Deklination), System) bezeichnet in der Anatomie eine Gruppe zusammengehöriger Organe (Organkomplex). Beteiligt sind also immer mindestens zwei Organe. So gehören zum Beispiel zu den Organa uropoetica (früher auch Organa urinaria) die Nieren, das Nierenbecken, die beiden Harnleiter und die Harnblase als Einzelorgane, welche in der Urologie unter Einschluss der Harnröhre zum Apparatus excretorius zusammengefasst wurden. Die Uropoese ist einerseits die Harnbereitung in den Organa urinaria von der Niere bis zum Meatus urethrae externus beziehungsweise andererseits die „Harnbildung in den Nephronen der Niere.“ Insofern würden auch ein Nierenknäuelchen (im Nierenkörperchen) und ein Nierenkanälchen als die beiden Einzelorgane im Nephron (Glomerulum und Nierenkanälchen) zusammen einen exkretorischen Apparat bilden.
Die Hauptkomponenten des Körpers werden als Organsystem bezeichnet. Für einige Organsysteme wird der Terminus Systema, für einige der Fachbegriff Apparatus verwendet, nämlich Apparatus acusticus (Gehörorgan), Apparatus digestorius (Verdauungsapparat), Apparatus respiratorius (Atmungsapparat) und Apparatus urogenitalis (Harn- und Geschlechtsapparat, „Harn- und Geschlechtsorgane“). Aber auch für funktionell kleinere Organgruppierungen wie für den Tränenapparat (Apparatus lacrimalis) oder den Zungenbeinapparat (Apparatus hyoideus) ist der Begriff üblich. Schließlich werden auch Strukturen wie der Aufhängeapparat der Milchdrüse (Apparatus suspensorius mammarius) oder der Aufhängeapparat der Augenlinse (Apparatus suspensorius lentis) so bezeichnet. Bei der weiblichen Brustdrüse ist es eine Gruppe von Faszienabspaltungen, die die Milchdrüse am Körper fixiert. Der Apparatus ligamentosus Weitbrechti am zweiten Halswirbel (Axis) war das Ligamentum latum epistrophei. In der Nephrologie kennt man neben dem Apparatus excretorius den juxtaglomerulären Apparat. Aus dem Italienischen kommt der Fachbegriff Apparato reticulare [richtig (nach Otto Roth): reticolare] interno für den Golgi-Apparat.
Weitere Beispiele sind der Apparatus alimentarius (= Apparatus digestorius), Apparatus cochlearis (Kochlearapparat als Teil des Gehörorgans, schallperzipierender Apparat), Apparatus excretorius (= Harnapparat als Teil des Apparatus urogenitalis), Apparatus genitalis (Organa genitalia, Genitalapparat als einer der beiden Teile des Apparatus urogenitalis), Apparatus muscularis (Muskelapparat), Apparatus vestibularis (Vestibularapparat) und Apparatus vocalis (Stimmapparat).
Früher gab es noch einen ganz anderen Bedeutungskomplex, nämlich therapeutische Gerätschaften (Instrumentarium, medizinische Instrumente, chirurgische Instrumente) oder Zubereitungen (Medikamente). Der Apparatus chirurgicus zum Beispiel bezeichnete das zu einer chirurgischen Operation Erforderliche. Unter dem Apparatus medicaminum verstand man den Arzneivorrat. Der Apparatus maior beziehungsweise der Apparatus minor waren die großen und kleinen Gerätschaften für einen Steinschnitt. Ebenso waren der Apparatus altus beziehungsweise der Apparatus hypogastricus die Gerätschaften für den hohen Steinschnitt am Unterbauch beziehungsweise über dem Schambeinbogen. Johann Georg Krünitz spricht hier vom Apparatus parvus und vom Apparatus magnus. So auch die Etymologie des Wortes Apparat: Dieses Fremdwort erschien zuerst im 17. Jahrhundert mit der allgemeinen Bedeutung Vorrat an Werkzeugen. Eine Apparatur bezeichnet alle Hilfsmittel oder Geräte. Analog gibt es die (obsoleten) Begriffe Apparatnarkose (Narkose mit einem Narkoseapparat) und Apparatotherapie (Behandlung mit gymnastischen oder orthopädischen Apparaten). Ein orthopädischer Apparat ist ein Stützapparat oder eine Schutzvorrichtung zur Verbesserung oder Unterstützung gestörter Funktionen einzelner Körperteile, ein medikomechanischer Apparat ist ein Schienenapparat für die Bewegungstherapie.